# Castanopsis siamensis
Castanopsis siamensis är en bokväxtart som beskrevs av Duanmu. Castanopsis siamensis ingår i släktet Castanopsis och familjen bokväxter. Inga underarter finns listade.